# One Metropolitan Square
One Metropolitan Square – wieżowiec w Saint Louis, w stanie Missouri, w Stanach Zjednoczonych, o wysokości 181 m. Budynek został otwarty w 1989 i posiada 42 kondygnacje.